# فرض صفر
در استنباط آماری، فرض صفر (به انگلیسی: Null hypothesis) یک بیانیه کلی، یا جهت‌گیری پیش‌فرض است می گوید هیچ رابطه ای بین دو پدیده اندازه گرفته شده وجود ندارد، یا اینکه می‌گوید هیچ وابستگی بین گروه‌ها وجود ندارد. فرض صفر، معمولا توسط نماد H0 نمایش می‌یابد.
برای بررسی یک فرضیه، در آغاز فرض صفر را می‌پذیریم ولی با رد آن فرض مقابل را اثبات می‌نماییم. کاربرد فرض تهی در علوم آزمایشی برای هم سنجی نمونهٔ آزمایش شده با نمونهٔ کنترل است. به بیان دیگر در آغاز فرض می‌شود که نمونه‌ها یکسانند (فرض تهی). حال اگر با یکی از آزمون‌های آماری فرض تهی را بتوانیم رد کنیم، آنگاه می‌گوییم که دو نمونه دارای ناهمگونی معناداری هستند وگرنه دو نمونه را یکسان می‌خوانیم.

## پیش گفتار
در کارهای پژوهشی در آغاز فرض تهی پذیرفته می‌شود. اگر پژوهشگر بتواند از دیدگاه آماری نشانهٔ محکمی برای نپذیرفتن فرض تهی بیاورد، آنگاه فرض تهی رد می‌شود. بازهٔ اطمینان برای نپذیرفتن فرض تهی برابر با ۹۵٪ یا ۹۹٪ است. به بیان دیگر کمترین بازهٔ اطمینان برای نپذیرفتن فرض تهی، ۹۵٪ یا ۹۹٪ اطمینان از نادرست بودن آن است. به گمان معمول، آزمون معنادار است اگر بازهٔ اطمینان ۹۵٪ برگزیده شود و بسیار معنادار است اگر بازهٔ اطمینان ۹۹٪ برگزیده شود.

## طرز تعیین فرض صفر
اولین گام در انجام آزمون آماری تعیینH0 و H1 است که باید به صورت صحیح تعیین شود برای این کار همواره ادعا در مورد پارامتر جامعه در H1 قرار می‌گیرد و خلاف آن را در H0 قرار می‌دهیم مگر آن که ادعا شامل تساوی حداقل و حداکثر (≤، ≥، =) باشد که در این صورت ادعا را در H0 و خلاف آن را در H1 قرار می‌دهیم.

## نمونه
مثال۱: ادعا شده که میانگین دستمزد کارگران یک کارخانه بیشتر از ۶۰ هزار تومان است در اینصورت فرض صفر به صورت ۶۰≥ میانگین و فرض مقابل به صورت ۶۰<میانگین است.
مثال۲: ادعا شده که میانگین دستمزد کارگران یک کارخانه حداقل ۶۰ هزار تومان است در اینصورت فرض صفر به صورت ۶۰> میانگین و فرض مقابل به صورت ۶۰≤ میانگین است